# Şanlıurfaspor
Şanlıurfa Spor Kulübü w skrócie Şanlıurfaspor – turecki klub piłkarski, grający w 2. Lig, mający siedzibę w mieście Şanlıurfa.

## Stadion
Domowe mecze klub rozgrywa na stadionie o nazwie Şanlıurfa GAP Stadyumu, który może pomieścić 28965 widzów.

## Skład na sezon 2015/2016
| Nr | Poz. | Piłkarz                                   |
| -- | ---- | ----------------------------------------- |
| 1  | BR   | Ebubekir Elihos                           |
| 3  | OB   | Şaban Özel                                |
| 6  | PO   | Kubilay Sönmez                            |
| 7  | PO   | Toni Silva                                |
| 8  | NA   | Youssef Yeşilmen                          |
| 9  | NA   | Abdulkadir Özgen                          |
| 10 | PO   | Kenan Karisik                             |
| 11 | NA   | Timur Kosovalı                            |
| 13 | PO   | Fernando Silva                            |
| 14 | PO   | Erdi Kasapoğlu                            |
| 15 | NA   | Magique (wypożyczony z Académica Coimbra) |
| 17 | BR   | Fevzi Elmas                               |
| 19 | OB   | Onur Akbay                                |
| 20 | OB   | Hüsnü Baskurt                             |

| Nr | Poz. | Piłkarz                                      |
| -- | ---- | -------------------------------------------- |
| 21 | PO   | Mehmet Sıddık İstemi                         |
| 23 | OB   | Ekrem Dağ                                    |
| 26 | PO   | Mustafa Aşan                                 |
| 27 | PO   | Diogo Valente                                |
| 29 | NA   | Cícero                                       |
| 35 | BR   | Necati Yılmaz                                |
| 36 | NA   | Edinho                                       |
| 43 | OB   | Veli Kızılkaya                               |
| 62 | PO   | Umut Gündoğan (wypożyczony z Galatasaray SK) |
| 66 | PO   | Kivanc Karakas                               |
| 72 | PO   | Ahmet Arı                                    |
| 82 | OB   | Veysel Aksu                                  |
| 99 | NA   | Doudou Mangni (wypożyczony z Atalanty BC)    |
| -  | NA   | Nnamdi Oduamadi                              |

## Reprezentanci kraju grający w klubie
Stan na październik 2015.
| - Metin Aktaş - Koray Avcı - Ömer Kılıç - Serdar Özkan - Ufuk Süer - Önder Turacı - Sercan Yıldırım - Ekrem Dağ - Eldin Adilović - Rodrigo Tello | - Lelo Mbele - Jorgos Fotakis - Cícero - Tonia Tisdell - Nnamdi Oduamadi - Edinho - Teteh Bangura - Alfred Sankoh - Dilshod Rahmatullayev |